# 위닝 포스트
위닝 포스트(Winning Post, 일본어: ウイニングポスト)는 코에이 테크모 게임스(구. 코에이)에서 제작하는 경마 시뮬레이션 게임 시리즈다. 1993년 1월 14일에 초대작이 출시되었으며, 현재까지 총 10개의 본편과 한 개의 월드편이 출시되었다.
제목인 ‘위닝 포스트’는 경마 대회에서 쓰이는 결승선 기둥을 의미한다. 약칭은 ‘위포(ウイポ)’다.

## 작품 목록
- 위닝 포스트 (1993년)
- 위닝 포스트 2 (1995년)
- 위닝 포스트 3 (1997년)
- 위닝 포스트 4 (1998년)
- 위닝 포스트 5 (2000년)
- 위닝 포스트 6 (2002년)
- 위닝 포스트 7 (2004년)
- 위닝 포스트 월드 (2009년)
- 위닝 포스트 8 (2014년)
- 위닝 포스트 9 (2019년)
- 위닝 포스트 10 (2023년)

## 게임의 내용

### 기본 설정
- 목표

위닝 포스트에서의 목표는 우수한 경주마를 소유해 마주 및 말 생산자로서의 명성을 얻는 것이다. 이에 따라 플레이어는 우수한 경주마의 생산 및 구매에 힘을 써야 한다. 또한 게임 클리어의 개념은 존재하지만 그것은 실질적으로 게임 내 이벤트에 불과하며, 플레이를 지속하기 위한 목표도 파산을 회피하는 것뿐이다. 따라서 플레이어는 자유로운 플레이를 할 수 있다. 일부 작품을 제외하고는 엔딩 후에도 게임을 계속 즐길 수 있으며, 플레이어가 원하는 시기(작품에 따라 서기 9999년 또는 2999년)까지 진행할 수 있다.
- 무대

초대작은 일본 중앙경마만이 무대로 등장했지만, 2편 이후로는 지방경마 및 일본 국외 경마도 무대로 추가되었다. 4편부터는 해외 경마 주최자에게서 표창을 받을 수 있으며, 6편부터는 경주마를 해외에 소속시키는 것도 가능하다.

### 진행
- 게임의 시작

게임을 시작할 때는 자신의 마주명과 비서, 승부복 등을 설정한다. 또한 소유한 말에 붙일 관명을 설정할 수 있다.
- 경주마의 생산

플레이어는 자신이 경영하는 목장에서 경주마를 생산할 수 있다. 기본적으로는 같은 국가의 말끼리만 배합시킬 수 있으나, 7편의 대목장 모드와 8편의 2015년 패치판에서는 다른 국가의 말끼리도 배합시킬 수 있다.
- 경주

3편까지는 경주 도중 진로방해가 없었으나, 4편부터는 실제 경마처럼 진로방해가 발생할 수 있다.